# أحمد طلعت العدوي
أحمد طلعت العدوي هو كاتب وطبيب بيطري مصري له كتابات في علم الأحياء، وفي الطب البيطري، وقد كتب العديد من التقارير والدراسات البيطرية، ويعمل بالمكتب الإقليمي لمنظمة الصحة العالمية بمنطقة شرق المتوسط.

## مؤلفاته
ألف أحمد طلعت العدوي كتبًا في الطب ومنها:
- دراسات حول مرض السل في الأبقار المذبوحة: صدر عام 1986.[1]
- تقرير عن داء البروسيلات في السودان: صدر عام 1995.[2]
- الأمراض المشتركة بين الإنسان والحيوان: صدر عن الدار المصرية اللبنانية عام 1998، وهو كتاب من جزأين خصص الكاتب جزأه الأول لاستعراض الأمراض الفيروسية والبكتيرية والفطرية التي تصيب كلا من الإنسان والحيوان على السواء، أما الجزء الثاني فيتحدث عن الفطريات والطفيليات التي تسبب أمراضا للإنسان والحيوان.[3]